# Kim Kee-hee
Kim Kee-hee (en hangul: 김기희; en hanja: 金基熙; pronunciación en coreano: /kim.ɡi.ɦi/ o /kim/ /ki.ɦi/; Busan, 13 de julio de 1989) es un futbolista surcoreano. Juega como defensa o centrocampista en el Seattle Sounders F. C. de la Major League Soccer.

## Selección nacional
Ha sido internacional con la selección de fútbol de Corea del Sur en 23 partidos internacionales.

### Participaciones en Juegos Olímpicos
| Olimpiada                        | Sede        | Resultado    | Partidos | Goles |
| -------------------------------- | ----------- | ------------ | -------- | ----- |
| Juegos Olímpicos de Londres 2012 | Reino Unido | Tercer lugar | 1        | 0     |

## Clubes
| Equipo                      | País           | Año       |
| --------------------------- | -------------- | --------- |
| Daegu F. C.                 | Corea del Sur  | 2011-2013 |
| → Al-Sailiya S. C. (cedido) | Catar          | 2012-2013 |
| Jeonbuk Hyundai Motors      | Corea del Sur  | 2013-2016 |
| Shanghái Shenhua            | China          | 2016-2017 |
| Seattle Sounders F. C.      | Estados Unidos | 2018-2019 |
| Ulsan HD F. C.              | Corea del Sur  | 2020-2025 |
| Seattle Sounders F. C.      | Estados Unidos | 2025-     |

## Palmarés

### Campeonatos nacionales
| Título           | Equipo                 | País           | Año  |
| ---------------- | ---------------------- | -------------- | ---- |
| K League Classic | Jeonbuk Hyundai Motors | Corea del Sur  | 2014 |
| K League Classic | Jeonbuk Hyundai Motors | Corea del Sur  | 2015 |
| Copa de China    | Shanghái Shenhua       | China          | 2017 |
| Copa MLS         | Seattle Sounders F. C. | Estados Unidos | 2019 |
| K League 1       | Ulsan Hyundai F. C.    | Corea del Sur  | 2022 |
| K League 1       | Ulsan Hyundai F. C.    | Corea del Sur  | 2023 |
| K League 1       | Ulsan HD F. C.         | Corea del Sur  | 2024 |

### Copas internacionales
| Título                      | Equipo              | Sede      | Año  |
| --------------------------- | ------------------- | --------- | ---- |
| Campeonato del Este de Asia | Corea del Sur       | China     | 2015 |
| Liga de Campeones de la AFC | Ulsan Hyundai F. C. | Al Wakrah | 2020 |

### Distinciones individuales
| Título                                      | Año  |
| ------------------------------------------- | ---- |
| Parte del once ideal de la K League Classic | 2015 |